# 戀愛定位
《戀愛定位》是FrontWing發售的戀愛冒險類型成人遊戲，2018年10月26日發售小鹿日和篇《同棲×後輩》，2019年8月30日發售在田川鳰篇《電車×同級生》，2020年9月25日發售紫月八千代篇《神社×先輩》。

## 故事簡介
同棲×後輩
房子因為水管破裂而無家可歸的男高中生葵一太郎，向打工處的後輩小鹿日和述說情況後，被日和邀請到家裡住，兩人間的新生活就此開始。
電車×同級生
一太郎找到了願意給他地方住的親戚，但到親戚家需要坐一個小時的電車。在電車上，一太郎遇見了同樣也是坐這班車的在田川鳰。某一天鳰突然在車站的月台上暈倒，後來受到一太郎的幫助之後，兩人的關係逐漸有了改善。

## 登場角色
葵一太郎
作品男主角。高中二年級生。雙親都前往海外工作，現在一人獨居，後來因為房子水管破裂的關係必須得另尋住所。喜歡甜食，因此選擇在蛋糕店「Fille et lait」打工。
小鹿日和（聲：鶴屋春人）
一太郎打工處的後輩與學校的學妹。總是笑臉迎人且待人親切，非常受「Fille et lait」的客人歡迎。《同棲×後輩》中和一太郎同居。
在田川鳰（聲：奏雨）
一太郎的同班同學。孤獨一匹狼的冰山美人，平常會展現出讓對方難以接近的態度。《電車×同級生》中和一太郎搭同班車通勤。
紫月八千代（聲：結衣菜）
一太郎的青梅竹馬。有著大和撫子氣質的大姐姐，外表常給人較年幼的印象。家中是神社，平時會以巫女身分幫忙神社事務。

## 主題曲
片頭曲「Summer Amulet」
作詞：桑島由一，作曲、編曲：ANZIE，主唱：Duca
片尾曲
「Marry Me!」（同棲×後輩）
作詞：桑島由一，作曲：齊藤裕也 from STRIKERS，編曲： from STRIKERS，主唱：柊木環希
「Marry Me!!」（電車×同級生）
作詞：桑島由一，作曲：齊藤裕也 from STRIKERS，編曲： from STRIKERS，主唱：柊木環希×新海雅代

## 評價
《戀愛定位 同棲×後輩》於2018年度「萌系遊戲大賞」獲得低價賞。

## 外部連結
- 戀愛定位遊戲官網 （页面存档备份，存于）（日語）
- 《恋爱定位 同栖×后辈》在視覺小說數據庫的頁面（英文）
- 《恋爱定位 电车×同级生》在視覺小說數據庫的頁面（英文）
- 《恋爱定位 神社×先辈》在視覺小說數據庫的頁面（英文）